# 維多利亞-加斯泰斯車站
維多利亞-加斯泰斯車站（西班牙語：Estación de Vitoria-Gasteiz）是西班牙巴斯克自治區首府維多利亞（官方名稱為維多利亞-加斯泰斯）的主要火車站。啟用於1862年。2018年共有546,767人次利用該站。